# Вымпеловый козодой
Вымпеловый козодой или четверокрыл (лат. Caprimulgus vexillarius) — птица из семейства настоящих козодоев.

## Описание
Длина тела птицы вместе с хвостом составляет от 23 до 26 см. В брачный период у самцов последние четыре из первостепенных маховых перьев (внутренние второстепенные маховые перья, по другим данным) на крыльях вырастают длиной до 78 см, образуя длинные чёрно-белые ленты, более чем вдвое превышающие длину птицы. При наблюдении этого козодоя в полёте может сложиться впечатление, будто у него по два крыла с каждой стороны. С окончанием брачного периода удлинённые лентовидные перья выпадают.
|                                            |  |
| Взрослый самец с длинными маховыми перьями |  |

## Ареал и места обитания
Обитает в Центральной и Южной Африке от Анголы, южного Заира и северо-западной Танзании до северо-восточной Намибии, северо-восточной Ботсваны и крайнего северо-востока ЮАР. Зимуют эти птицы к северу от гнездового ареала от юго-восточной Нигерии до Уганды. В горных районах распространены до высоты 2800 м.

## Размножение
Размножение начинается с весны и продолжается ближе к экватору до начала лета.